# Метод сходження (гірництво)
Метод сходження (рос. метод схождения; англ. method of convergence; нім. Konvergenzmethode f) — метод побудови структурної карти поверхні глибокозалеглого пласта, що розкритий недостатньою кількістю свердловин, шляхом використання даних про форму поверхні добре вивченого верхнього маркувального пласта. Передбачає: побудову структурної карти маркувального пласта; побудову на тому ж планшеті за даними глибоких і мілких свердловин карти ізохор; визначення абсолютних відміток поверхні глибокозалеглого пласта в точках перетину ізоліній двох карт; побудову структурної карти пласта, який підлягає вивченню.